# Sant Salvador de Puig-alder
Sant Salvador de Puig-alder és un monument del municipi de les Planes d'Hostoles inclòs en l'Inventari del Patrimoni Arquitectònic de Catalunya.

## Descripció
DESCRIPCIÓ TIPOLÒGICA

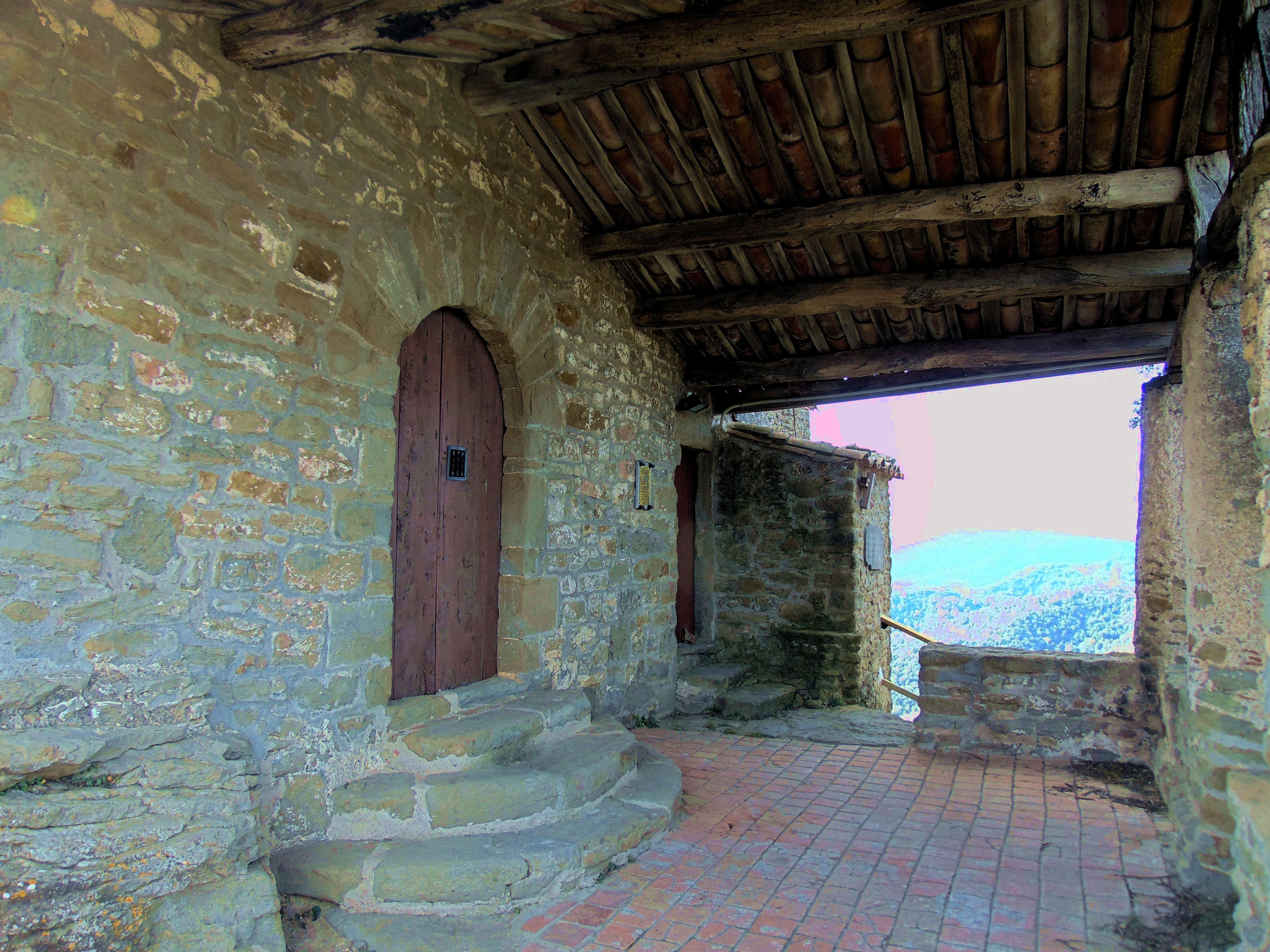
Entrada de l'església

L'església està ubicada dalt d'un turó i edificada damunt d'una roca. És d'una sola nau, amb absis semicircular orientat a sud-est i porta dovellada protegida per un ampli porxo a dues aigües sostingut per bigues de fusta. En aquest porxo hi ha la cisterna. El campanar és d'espadanya d'un sol ull. La nau té la coberta de voltes d'aresta enguixades i conserva el cor. L'ermita és una continuació de la capella de l'antic castell de Puig-Alder. Aquesta antiga capella està documentada el 1184 com "Sanctum Salvatorem de Pugadder". Tot el conjunt, església i castell, era d'origen romànic. L'aparença actual correspon a les successives remodelacions efectuades al llarg de la baixa edat mitjana i l'edat moderna, en què es va ampliar la capella. El 1984 ha estat objecte d'una acurada restauració, en el decurs de la qual es trobà una talla romànica de la verge, a la qual es va donar el nom de "Mare del Salvador". Actualment la imatge es troba al Museu d'art de Girona, i a l'interior de la capella n'hi ha una còpia.

## Història
Antigament en aquest mateix lloc s'alçava el Castell de Puig-alder, del qual en tingueren l'alta sobirania els comtes de Besalú. Bernat Tallaferro, comte de Besalú, llegà el castell al seu testament, l'any 1020, al seu fill i successor Guillem. Als documents antics és anomenat Adcder, Podio-alder i Puigalder. El Castell estarà unit a la casa Hostoles fins a Miró III, que el donà en testament (1212) a la seva filla Dulcia. Aquesta, per enllaços familiars, el llegarà a Berenguer (1141) i a Pere (1142). Després el castell passà a mans de la família Palafolls (Ramon, 1259-1260; Pere, 1266-1277). L'any 1281, Ermessendis de Cartellà, senyora del castell d'Hostoles, el porta en dot, juntament amb el d'Hostoles i el de Rocacorba, pel seu casament amb Bernat Hug de Serrallonga, Baró de Cabrenç.
El castell va passar a la corona fins que el rei Joan II el cedí a Francesc de Verntallat. Mort aquest, els castells d'Hostoles i de Puigalder retornaren a la corona.